# Shakerando

Screenshot tratto dal video del brano

Shakerando è un singolo del rapper italiano Rhove, pubblicato il 15 dicembre 2021.

## Video musicale
Il video musicale è stato diretto da PeterMarvu ed è stato reso disponibile il 22 dicembre 2021.

## Tracce
Testi e musiche di Nassim Diane e Samuel Roveda.
1. Shakerando – 3:15

## Classifiche

### Classifiche settimanali
| Classifica (2022) | Posizione massima |
| ----------------- | ----------------- |
| Italia            | 1                 |
| Svizzera          | 54                |

### Classifiche di fine anno
| Classifica (2022) | Posizione |
| ----------------- | --------- |
| Italia            | 2         |
| Classifica (2023) | Posizione |
| Italia            | 98        |